# 레미제라블: 뮤지컬 콘서트
《레미제라블: 뮤지컬 콘서트》(영어: Les Misérables: The Staged Concert)은 2019년 공개된 미국의 뮤지컬 영화이다.

## 줄거리
빵 한 조각을 훔친 죄로 19년 간의 감옥살이를 마친 후에도 전과자의 낙인이 찍힌 채 살아가는 장발장.
장발장을 끈질기게 추격하며 그의 새로운 삶을 뒤흔드는 자베르 경감.
주변 사람들의 모함으로 지독한 가난 속에서 아이를 위해 생존해가는 비운의 여인 판틴.
장발장에게 희망이 되어 준 판틴의 딸 코제트.
그리고 파리의 자유와 사랑을 위해 싸우는 마리우스, 에포닌, 앙졸라.
사랑과 용서, 구원과 희망을 꿈꾸는 그들의 노래가
스크린에 울려 퍼진다!

## 같이 보기
- 레 미제라블 (뮤지컬)